# Delulu
Delulu es una jerga de internet que se utiliza para describir la creencia de que uno puede influir en su propio destino mediante pura fuerza de voluntad. Derivado de la palabra inglesa delusional («delirante») el término tiene su origen en las comunidades de K-pop donde el término delulu se utiliza para referirse a personas que mantenían una relación parasocial con celebridades y tenían esperanzas de conocerlas algún día. Posteriormente, el término fue adoptado por la Generación Z y la Generación Alfa, popularizado por tendencias virales de TikTok como el eslogan «delulu is the solulu», que implica que la confianza en uno mismo es la solución.

## Orígenes
Derivado de la palabra inglesa delusional («delirante»), el término delulu tiene su origen en comunidades de Internet obsesionadas con la cultura K-pop, como el foro OneHallyu activo alrededor de 2013 y 2014. Estos foros eran conocidos por su toxicidad y el término delulu se utilizaba a menudo de manera despectiva. Utilizado como adjetivo o sustantivo, se refería a personas que albergaban esperanzas poco realistas de conocer a una celebridad de la que eran fanáticos, lo que indica una relación parasocial caracterizada por creencias delirantes. El término también lo utilizaban a menudo los usuarios en el contexto de bromear sobre estar ellos mismos engañados.
Otra área importante donde el término delulu surge en la cultura K-pop es en su uso en torno a las culturas de shipping y stanning, utilizado para referirse a los fanáticos que se aferran a cualquier interacción entre dos celebridades como prueba de que están saliendo o teniendo una relación de pareja de algún tipo.

## Uso moderno
Desde finales de 2022, el término ha resurgido entre la Generación Z y la Generación Alfa debido a diversas tendencias virales en plataformas como TikTok e Instagram. Hasta diciembre de 2023, TikTok ha registrado más de cinco mil millones de visitas del hashtag #delulu. Varios creadores han adoptado el término delulu, incluso incorporándolo como parte de sus videos cortos en dichas plataformas. El eslogan «delulu is the solulu» ha sido acuñado por personas influyentes, lo que implica que la confianza en uno mismo es la solución a las decisiones profesionales.
A pesar de sus orígenes despectivos, el término delulu ha adquirido un nuevo significado. En su forma moderna, se utiliza para denotar la creencia de que uno puede influir en su propio destino mediante pura fuerza de voluntad, estableciendo paralelismos con el movimiento «manifestante» iniciado por Oprah Winfrey en la década de 2000 o el aforismo fake it till you make it («finge hasta lograrlo») predominante durante la década de 1970.